# 플리누 사우가두

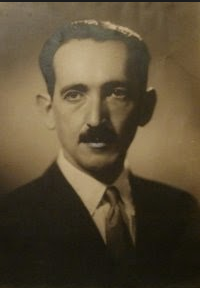
플리누 사우가두

플리누 사우가두(Plínio Salgado)는 브라질의 정치인, 작가, 언론인, 신학자이다. 베니토 무솔리니의 국가 파시스트당에서 영감을 받아 정당 브라질 통일주의 행동을 창설하고 주도하였다.
처음에는 제툴리우 바르가스가 이끄는 독재 정권을 지지했던 그는 이후 정부에 대한 봉기를 조장했다는 이유로 포르투갈로 유배되었다. 귀국 후 대중 대표당(Partido de Representação Popular)을 발족시켰고, 1958년 대의원에서 파라나주지사로 선출되어 1962년 재선되어 이번에는 상파울루주지사가 되었다. 1955년 대통령 선거에서도 8.28%의 득표율을 기록하며 후보로 나섰다. 1964년 정당 소멸을 초래한 쿠데타 이후, 국민개조동맹당(Aliança Renovadora Nacional) 정당에 가입하여 대의원에서 두 번의 임기를 얻었다. 그는 죽기 1년 전인 1974년 정계를 은퇴했다.

## 역대 선거 결과
| 선거명      | 직책명          | 대수 | 정당        | 득표율 | 득표수    | 결과 | 당락 |
| ----------- | --------------- | ---- | ----------- | ------ | --------- | ---- | ---- |
| 1955년 선거 | 브라질의 대통령 | 21대 | 대중 대표당 | 8.28%  | 714,379표 | 4위  | 낙선 |